# Pseudovalsella
Pseudovalsella är ett släkte av svampar. Enligt Catalogue of Life ingår Pseudovalsella i familjen Pseudovalsaceae, ordningen Diaporthales, klassen Sordariomycetes, divisionen sporsäcksvampar och riket svampar, men enligt Dyntaxa är tillhörigheten istället familjen Melanconidaceae, ordningen Diaporthales, klassen Sordariomycetes, divisionen sporsäcksvampar och riket svampar.
|                | Coryneum                                   |
|                |                                            |
| Pseudovalsella | \| \| Pseudovalsella thelebola \| \| \| \| |
|                | \| \| Pseudovalsella thelebola \| \| \| \| |
|                | Pseudovalsa                                |
|                |                                            |
|                | Pseudovalsella thelebola                   |
|                |                                            |

|  | Pseudovalsella thelebola |
|  |                          |